# Enthrone Darkness Triumphant
Enthrone Darkness Triumphant es el tercer álbum de estudio de la banda de black metal melódico Dimmu Borgir. Fue grabado en los estudios Abyss, Suecia, en 1997.
El álbum fue un éxito para la banda y fue su primer lanzamiento con la discográfia Nuclear Blast, también su primer larga duración en inglés.
Se lanzó en diferentes formatos, incluyendo una edición limitada de vinilo (300 en blanco y negro) y en el 2002 una versión en CD con material extra.
El álbum se enfocó hacia el lado sinfónico con riffs de guitarra clásica inspirados por bandas de metal sinfónico, además de sonidos más pesados.
Este álbum es en donde participaría en todas sus canciones por última ocasión Stian Aarstad, tecladista y pianista fundador de Dimmu Borgir

## Lista de canciones
Todas las canciones escritas y compuestas por Dimmu Borgir. 
| N.º | Título                                                                               | Duración |  |
| 1.  | «Mourning Palace»                                                                    | 5:13     |  |
| 2.  | «Spellbound (By the Devil)»                                                          | 4:08     |  |
| 3.  | «In Death's Embrace»                                                                 | 5:42     |  |
| 4.  | «Relinquishment of Spirit and Flesh»                                                 | 5:32     |  |
| 5.  | «The Night Masquerade»                                                               | 4:25     |  |
| 6.  | «Tormentor of Christian Souls»                                                       | 5:39     |  |
| 7.  | «Entrance»                                                                           | 4:47     |  |
| 8.  | «Master of Disharmony»                                                               | 4:15     |  |
| 9.  | «Prudence's Fall»                                                                    | 5:56     |  |
| 10. | «A Succubus in Rapture»                                                              | 5:59     |  |
| 11. | «Raabjørn speiler Draugheimens skodde» ("Raabjørn Reflects the Mist of Draugheimen") | 5:02     |  |

Bonus de la edición para Rusia de 2001
| Bonus tracks on Russian 2001 Irond Records reissue IROND CD 01-46 (taken from Godless Savage Garden) | |          |  |
| N.º                                                                                                  | Título | Duración |  |
| 12.                                                                                                  | «Moonchild Domain»                                                                                              | 5:24     |  |
| 13.                                                                                                  | «Hunnerkongens sorgsvarte ferd over steppene» ("The King of the Huns' Sorrowful Black Journey over the Plains") | 3:05     |  |
| 14.                                                                                                  | «Chaos Without Prophecy»                                                                                        | 7:09     |  |

## Posiciones en las listas
| Año  | Álbum                        | Lista                                 | Posición |
| ---- | ---------------------------- | ------------------------------------- | -------- |
| 1997 | Enthrone Darkness Triumphant | Lista oficial de álbumes de Finlandia | No. 26   |
| 1997 | Enthrone Darkness Triumphant | Lista oficial de álbumes en Alemania  | No. 75   |

## Créditos
- Shagrath - Voz, guitarra
- Silenoz - Guitarra, voz en "Raabjørn speiler Draugheimens Skodde" y "Hunnerkongens sorgsvarte ferd over steppene"
- Tjodalv - Batería
- Nagash - Bajo, coros
- Stian Aarstad - Sintetizador, piano
- Bente Engen - Voz en "The Night Masquerade"

## Rendimiento en las listas
En Alemania, alcanzó la posición número 3 y en Finlandia la 26.